# Otras canciones (álbum de No Te Va Gustar)
Otras Canciones es el nombre del décimo álbum de estudio de la banda de rock Uruguaya No Te Va Gustar. Publicado el 12 de abril de 2019.
Fue lanzado oficialmente el 12 de abril de 2019. Este álbum contiene 15 canciones, las cuales son reversiones de temas ya lanzados durante los 25 años de la banda.
Entre los invitados de este disco nuevo, se encuentran Julieta Venegas, Jorge Drexler y Hugo Fatorusso, entre otros.
Su presentación fue el 11 de abril a través de la plataforma de Streaming Vera+ estatal.

## Lista de temas
| N.º   | Título                                            | Duración |  |
| 1.    | «Comodín»                                         | 3:01     |  |
| 2.    | «Al Vacío Ft. Catalina García y Flor de Toloache» | 4:49     |  |
| 3.    | «Esos Ojos»                                       | 2:56     |  |
| 4.    | «Cruz de Olvido Ft. Flor de Toloache»             | 2:41     |  |
| 5.    | «Chau Ft. Julieta Venegas»                        | 5:19     |  |
| 6.    | «Me ilumina Hoy Ft. Flor de Toloache»             | 3:45     |  |
| 7.    | «A las Nueve»                                     | 3:32     |  |
| 8.    | «Clara Ft. Hugo Fattoruso»                        | 4:22     |  |
| 9.    | «Tirano»                                          | 4:10     |  |
| 10.   | «De Nada Sirve Ft. Jorge Drexler»                 | 3:58     |  |
| 11.   | «Te Quedás Ft. Flor de Toloache»                  | 3:51     |  |
| 12.   | «Verte Reír Ft. Flor de Toloache»                 | 3:21     |  |
| 14.   | «Poco Ft. Draco Rosa»                             | 4:11     |  |
| 15.   | «No Era Cierto Ft. Flor de Toloache»              | 3:56     |  |
| 53:46 |                                                   |          |  |